# إلباي قاسيمزاده
إلباي أنوار أوغلو قاسيمزاده (بالأذرية: Elbay Ənvər oğlu Qasımzadə) مهندس معماري ورسام الأذربيجاني، حصل على تكريم المهندس المعماري سنة (1990)، وشغل منصب كبير مهندس معماري باكو، وهو حائز على أوسمة «شهرة» سنة (2000) ووسام «شرف» سنة (2018)، كما ترأس اتحاد المهندسين المعماريين في أذربيجان سنة (2012، منذ 6 نوفمبر).

## حياته
وُلد إلباي قاسيمزاده في 26 ديسمبر، عام 1948 في باكو، عاصمة أذربيجان. تخرج إلباي قاسيمزاده من جامعة أذربيجان التقنية. وتلقى دراساته العليا في معهد الهندسة المعمارية والفنون التابعة لأكاديمية العلوم الوطنية الأذربيجانية، ودرس مشاكل التحضر فيها.
بين عامي 1979-1989 عمل إلباي قاسيمزاده في معهد تصميم المباني في المناطق الريفية للجمهورية.
وكما شغل عدة مناصب بصفتهِ مهندسا معماريا في مدينة باكو بين عامي 1989-2001، وشغل منصب رئيس للإدارة العامة للعمارة والتخطيط العمراني في مدينة باكو التنفيذية. إلباي قاسيمزاده هو أستاذ لكلية المعماري في جامعة أذربيجان للهندسة المعمارية والبناء ومصمم لمبنى محطة مترو أزادليق.
أسس إلباي قاسيمزاده شركة «إل وإن» في سنة 1998، ويدير الشركة حاليا. وهو مؤسس أكثر من 150 مشروعا وأكثر من 80 مقالة و 8 كتب.
إلباي قاسيمزاده هو عضو كامل ونائب رئيس الأكاديمية الدولية للهندسة المعمارية في البلدان الشرقية.
وهو مشارك في المؤتمرات العالمية في شيكاغو وبرشلونة ولوزان وبكين وطوكيو.

## أنظر أيضا
- أنوار قاسمزاده